# Републикански път III-208
Републикански път IIІ-208 е третокласен път, част от републиканската пътна мрежа на България, преминаващ по територията на области Варна и Бургас. Дължината му е 100,2 км.
Пътят се отклонява надясно при 158-и км на Републикански път I-2 в южния край на село Ветрино и се насочва на юг. След 7,2 км пресича автомагистрала „Хемус“ при нейния 379,1 км и навлиза в долината на Провадийска река. Преминава през град Провадия между Провадийското плато на запад и Добринското плато на изток, завива на югозапад, пресича река Главница (десен приток на Провадийска река) и най-източната част на Роякското плато и слиза в долината на река Голяма Камчия, като завива на запад. Преминава през град Дългопол, след него завива отново на юг през село Комунари, пресича нисък вододел и в района на село Аспарухово достига до северния бряг на язовир „Цонево“. Чрез голям мост преминава на южния му бряг, навлиза в област Бургас и започва изкачване нагоре покрай десния бряг на река Луда Камчия през пролома ѝ между Върбишка планина на запад и Камчийска планина на изток. В този участък пътят минава последователно през селата Добромир и Билка и в село Дъскотна напуска долината на Луда Камчия и се насочва на юг по долината на десния ѝ приток Голяма река. След село Ябълчево напуска долината на реката, преминава през Айтоския проход (350 м н.в.) между Айтоска планина на изток и Карнобатска планина на запад, слиза от него и достига до град Айтос, като в центъра му се съединява с Републикански път I-6 при неговия 482,9 км.
По протежението на пътя наляво и надясно се отделят 3 третокласни пътя с четирицифрени номера:
- при 19,8 км, след град Провадия — надясно Републикански път III-2082 (37,2 км) през селата Кривня, Равна, Неново, Косово, Марково и Кюлевча до село Мадара при 4,8 км на Републикански път III-2006;
- при 33 км, преди град Дългопол — наляво Републикански път III-2083 (15,3 км) през селата Сава и Цонево до село Гроздьово при 23,1 км на Републикански път III-904;
- при 87,8 км, в село Ябълчево — наляво Републикански път III-2085 (30,6 км) през селата Руен, Преображенци, Ръжица, Просеник и Горица до 34,2 км на Републикански път III-906, северно от село Гюльовца;

| Пътища, отклоняващи се надясно (населено място, № на пътя, посока на пътя) | Км    | Пътища, отклоняващи се наляво (посока на пътя, № на пътя, населено място) |
| -------------------------------------------------------------------------- | ----- | ------------------------------------------------------------------------- |
| община Ветрино, област Варна, I-2, 158 км, с. Ветрино →                    | 0,0   | → с. Ветрино, 158 км, I-2, област Варна, община Ветрино                   |
| община Провадия                                                            | 4,1   | община Провадия                                                           |
| автомагистрала „Хемус“, 379,1 км →                                         | 7,2   | → 379,1 км, автомагистрала „Хемус“                                        |
| (за с. Златина) общински път ←                                             | 9,6   |                                                                           |
|                                                                            | 12,7  | → общински път (за с. Петров дол)                                         |
| гр. Провадия                                                               | 16,4  | гр. Провадия                                                              |
| гр. Провадия                                                               | 17,4  | гр. Провадия, общински път (за с. Добрина)                                |
| гр. Провадия                                                               | 18,5  | ← гр. Провадия, 41,3 км, III-904 (от с. Старо Оряхово)                    |
| (до с. Мадара) III-2082, 0 км ←                                            | 19,8  |                                                                           |
|                                                                            | 20,4  | → общински път (за с. Тутраканци)                                         |
| (от с. Радко Димитриево) III-731, 40,4 км →                                | 21,6  |                                                                           |
| (за с. Комарево) общински път ←                                            | 24,7  |                                                                           |
| община Дългопол                                                            | 26,9  | община Дългопол                                                           |
| (за с. Рояк) общински път ←                                                | 28    | → общински път (за с. Чайка)                                              |
|                                                                            | 33,0  | → 0 км, III-2083 (до с. Гроздьово)                                        |
| гр. Дългопол                                                               | 35,4  | гр. Дългопол                                                              |
| (за с. Боряна) общински път ←                                              | 40,1  |                                                                           |
| (за с. Камен дял) общински път ←                                           | 42,8  | → общински път (за с. Красимир)                                           |
| (от с. Ивански) III-7301, 31,2 км →                                        | 44,1  |                                                                           |
| с. Комунари                                                                | 45,4  | с. Комунари                                                               |
| с. Аспарухово                                                              | 49,9  | с. Аспарухово                                                             |
| община Руен, област Бургас                                                 | 53,2  | област Бургас, община Руен                                                |
| с. Добромир                                                                | 54,4  | с. Добромир                                                               |
| (за с. Струя) общински път ←                                               | 55,8  |                                                                           |
| (за с. Трънак) общински път, с. Билка ←                                    | 60,7  | с. Билка                                                                  |
|                                                                            | 65,8  | → общински път (за с. Дропла)                                             |
| (за с. Вишна) общински път ←                                               | 71,6  |                                                                           |
|                                                                            | 72,2  | → общински път (за с. Ясеново)                                            |
| (за с. Планиница) общински път, с. Дъскотна ←                              | 74    | с. Дъскотна                                                               |
| (за с. Шиварово) общински път ←                                            | 78,6  |                                                                           |
| (от 50,8 км на II-73) III-7305, 27,3 км →                                  | 82,2  |                                                                           |
| с. Ябълчево                                                                | 87,8  | → с. Ябълчево, 0 км, III-2085 (до 34,2 км на III-906)                     |
| община Айтос                                                               | 90,4  | община Айтос                                                              |
| (за с. Зетьово) общински път ←                                             | 91,8  |                                                                           |
| гр. Айтос                                                                  | 98,6  | гр. Айтос, общински път (за селата Лясково и Ръжица)                      |
| (от ГКПП Гюешево) I-6, 482,9 км, гр. Айтос →                               | 100,2 | → гр. Айтос, 482,9 км, I-6 (за Бургас)                                    |